# Ngày Nhà giáo Việt Nam
Ngày Nhà giáo Việt Nam (hay Ngày Hiến chương Nhà giáo Việt Nam) là một ngày kỷ niệm được tổ chức hằng năm vào ngày 20 tháng 11 tại Việt Nam. Đây chính là lễ hội của ngành Giáo dục và là Ngày Nhà giáo, ngày "tôn sư trọng đạo" nhằm mục đích để tôn vinh những người dạy học và những người trong ngành giáo dục.

## Lịch sử về Ngày Nhà giáo Việt Nam
Vào Tháng 7 năm 1946, một tổ chức quốc tế các nhà giáo được thành lập ở Paris đã lấy tên là Liên hiệp quốc tế các công đoàn giáo viên (tiếng Pháp: Fédération Internationale Syndicale des Enseignants - FISE).
Nǎm 1949, tại một hội nghị ở Warszawa (thủ đô của Ba Lan), Liên hiệp quốc tế các công đoàn giáo viên đã soạn ra bản "Hiến chương các nhà giáo" gồm 15 chương với nội dung chủ yếu là đấu tranh chống nền giáo dục tư sản, phong kiến, xây dựng nền giáo dục trong đó bảo vệ những quyền lợi của nghề dạy học và nhà giáo, đề cao trách nhiệm và vị trí của nghề dạy học và nhà giáo. Từ ngày 9 đến ngày 11 tháng 8 năm 1954, tại Moscow, cuộc họp thứ XIX của Ủy ban hỗn hợp Liên đoàn quốc tế các nhà giáo đã nhất trí thông qua "Hiến chương các Nhà giáo" với 15 chương.
Công đoàn giáo dục Việt Nam, là thành viên của FISE từ năm 1953 đã quyết định trong cuộc họp của FISE từ 26 đến 30 tháng 8 năm 1957 tại Warszawa (hội nghị có 57 nước tham dự), lấy ngày 20 tháng 11 năm 1958 là ngày "'Quốc tế hiến chương các nhà giáo".
Ngày này lần đầu tiên được tổ chức vào năm 1958 trên toàn miền Bắc Việt Nam.
Khi Việt Nam thống nhất, ngày này đã trở thành ngày truyền thống của ngành giáo dục Việt Nam. Vào ngày 28 tháng 9 năm 1982, Hội đồng Bộ trưởng (nay là Chính phủ) đã ban hành quyết định số 167-HĐBT  thiết lập ngày 20 tháng 11 hằng năm là ngày lễ mang tên "Ngày Nhà giáo Việt Nam".
| “                                 | Điều 1: Từ nay hàng nǎm sẽ lấy ngày 20-11 là ngày Nhà giáo Việt Nam. Điều 2: Để ngày 20-11 có ý nghĩa thiết thực, hàng nǎm từ tháng 10 các cấp chính quyền và đoàn thể cần họp để xem xét tình hình công tác và hoạt động của đội ngũ giáo viên ở địa phương mình, kiểm điểm những việc đã làm và đề ra những việc cấn tiếp tục làm động viên đội ngũ giáo viên phát huy truyền thống tốt đẹp của giáo giới Việt Nam, rèn luyện phẩm chất và nǎng lực, làm gương sáng cho học sinh noi theo. Về phía giáo viên, cần có những hoạt động phong phú nhằm nâng cao nhận thức về vinh dự và trách nhiệm của người giáo viên trong xã hội nước ta ngày nay, từ đó mà ra sức phấn đấu làm tốt nhiệm vụ cao cả của mình. Điều 3: Việc tổ chức ngày 20-11 hàng nǎm do Ủy ban nhân dân và Hội đồng giáo dục các cấp chủ trì, có sự phối hợp các ngành giáo dục và các đoàn thể nhân dân. Các cấp các ngành cần phân công cán bộ lãnh đạo đi thǎm hỏi giáo viên, tổ chức các cuộc gặp mặt thân mật với giáo viên, nhân dịp này có thể tổ chức khen thưởng các giáo viên có thành tích. Việc tổ chức ngày nhà giáo Việt Nam cần được tiến hành trọng thể và thiết thực, tránh hình thức phô trương gây phiền hà cho học sinh và cha mẹ học sinh. Điều 4: Trong ngày 20-11 các trường có thể sắp xếp lại việc học tập và giảng dạy để giáo viên được nghỉ và tham gia các sinh hoạt của trường và địa phương. | ” |
| — Nội dung quyết định số 167-HĐBT | |   |